# DHTMLX
DHTML eXtensions, або DHTMLX — збірник готових джаваскриптових фронтендів та віджетів, таких як дерева, макети, сітки, комбобокси, вікна і т.д. На сайті проекту знаходяться приклади та описи всіх компонентів. Пакет доступний у двох версіях - GPL для проектів  відкритої ліцензії і платні комерційні версії з ширшими можливостями. Безкоштовна версія має досить великий запас варіантів створення функціонального інтерфейсу в застосунках.